# Rivolta di Eboli
La rivolta di Eboli fu un'azione di protesta che tra il 3 e l'8 maggio 1974 provocò il blocco della circolazione ferroviaria verso Salerno a causa della mancata realizzazione di uno stabilimento FIAT nella piana del Sele. 

## Premesse
All'indomani dei fatti di Battipaglia dell'aprile 1969, la classe politica locale si adoperò per favorire l'insediamento di nuovi stabilimenti industriali nella provincia di Salerno. Tra i politici più attivi in questo senso vi fu il deputato democristiano Vincenzo Scarlato, promotore dell'insediamento di uno stabilimento dell'Aeritalia a Eboli, città della piana del Sele vicina a Battipaglia. L'apertura in Campania dello stabilimento di stabilimento Alfa Romeo di Pomigliano d'Arco però provocò lo spostamento degli impianti dell'Aeritalia da Eboli a Foggia, in Puglia. La decisione fu resa pubblica dal Comitato interministeriale per la programmazione economica (CIPE) il 22 settembre 1972 in seguito alle elezioni politiche e provocando le proteste della classe politica locale. Il 21 maggio 1973, l'onorevole Flaminio Piccoli, presidente del gruppo parlamentare della Democrazia Cristiana, giunse ad Eboli per portare la notizia della nascita di uno stabilimento FIAT in città, notizia confermata in un discorso di Gianni Agnelli del marzo 1974. Il CIPE decise però, su spinta di Ciriaco De Mita, decise di trasferire tutti gli stabilimenti FIAT a Grottaminarda in provincia di Avellino, provocando la reazione della popolazione.

## Svolgimento della rivolta
La notizia si diffuse ad Eboli la sera del 3 maggio 1974 ed in piazza della repubblica iniziarono i primi tafferugli. Un gruppetto di ebolitani decise di manifestare, prese un palco pronto per i comizi, e lo portò come trofeo dell'imbroglio per il viale Amendola occupando l'Autostrada del Sole. La notizia si divulgò in un attimo, e diversi ebolitani accorsero in aiuto di quel piccolo gruppetto, altri poi, si sparsero per tutto il territorio del Comune occupando tutte le strade, la stazione ferroviaria e la linea ferroviaria delle Calabrie a San Nicola Varco.
I consiglieri comunali si attivarono nel contattare il governo e inviarono una delegazione a Roma. L'8 maggio i sindacati indissero uno sciopero generale regionale: a Eboli giunsero dalla Campania in segno di solidarietà circa 30 000 lavoratori e, con a capo il Sindaco di Eboli si portarono sulle barricate dell'Autostrada. Nel comizio il Sindaco lodò la vittoria della lotta affermando che il governo aveva dirottato altri investimenti su Eboli. Nella seduta del 7 giugno 1974, il CIPE convaliderà la decisione del governo di costruire gli impianti della SIR a Eboli, con uno stanziamento di 134 miliardi e un'occupazione di 3300 unità. Ma la SIR, a causa della crisi petrolifera era un'azienda già in decadenza e, il suo crollo definitivo si verificherà agli inizi degli anni ottanta.